# Tongaische Rugby-Union-Nationalmannschaft
Die tongaische Rugby-Union-Nationalmannschaft (englisch Tonga national rugby union team; tongaisch timi feohi ʻakapulu fakafonua ʻa Tonga) repräsentiert Tonga in der Sportart Rugby Union bei allen Länderspielen (Test Matches) der Männer. Mit Spitznamen nennen die Tongaer ihre Nationalmannschaft ʻIkale Tahi, was „Seeadler“ bedeutet. Die organisatorische Verantwortung trägt der 1923 gegründete Verband Tonga Rugby Union. Tonga wird vom Weltverband World Rugby in die zweite Stärkeklasse (second tier) eingeteilt. Rugby Union gilt in Tonga als Nationalsport und der Inselstaat ist eines der wenigen Länder, in denen Rugby Union die beliebteste Sportart ist.
Das erste Test Match fand 1924 gegen Fidschi statt. Tonga qualifizierte sich für neun der bisher zehn ausgetragenen Weltmeisterschaften und verpasste nur das Turnier 1991. Seit 2006 nimmt Tonga am jährlichen Pacific Nations Cup (bis 2005 am Pacific Tri-Nations) teil, wo es gegen Fidschi, Japan und Samoa antritt. Vor jedem Spiel tanzen die Tongaer ihren traditionellen Sipi Tau, um die gegnerische Mannschaft einzuschüchtern und sich selbst zu motivieren.

## Organisation
Verantwortlich für die Organisation von Rugby Union in Tonga ist der Verband Tonga Rugby Union (TRU). Er wurde 1923 gegründet und 1987, kurz vor der ersten Weltmeisterschaft, Vollmitglied des International Rugby Football Board (IRFB; heute World Rugby). Die Tonga Rugby Union war außerdem im Jahr 2000 Gründungsmitglied der Federation of Oceania Rugby Unions (FORU; heute Oceania Rugby).
Neben der eigentlichen Nationalmannschaft ruft die TRU weitere Auswahlmannschaften zusammen. Tonga A bildet die zweite Mannschaft und nimmt an der World Rugby Pacific Challenge teil. Wie andere Rugbynationen verfügt Tonga über eine U-20-Nationalmannschaft, die an den entsprechenden Weltmeisterschaften teilnimmt. Hinzu kommt Tonga Sevens, die Nationalmannschaft für Siebener-Rugby. Kinder und Jugendliche werden bereits in der Schule an den Rugbysport herangeführt und je nach Interesse und Talent beginnt dann die Ausbildung.
Im Rahmen der Pacific Islands Rugby Alliance organisierte der Verband ab 2004 sporadisch Spiele der Pacific Islanders, einer gemeinsamen Auswahlmannschaft der drei Pazifikstaaten Fidschi, Samoa und Tonga. 2009 kündete der samoanische Verband die Zusammenarbeit auf, da die Pacific Islanders die von den Mitgliedsverbänden erhofften finanziellen Vorteile nicht erbracht habe. Seit 2022 werden die Inseln im Stillen Ozean (faktisch die Cookinseln, Fidschi, Samoa und Tonga) in der internationalen Meisterschaft Super Rugby von der professionellen Mannschaft Moana Pasifika vertreten, die bei dem Turnier auf Mannschaften aus Australien, Neuseeland und einer aus Fidschi trifft.

## Allgemeine Situation
Tonga ist eines der wenigen Länder, in denen Rugby Union Nationalsport ist. Nur in den Cookinseln, Fidschi, Neuseeland, Samoa und Wales ist dieser Sport ähnlich beliebt. Bei wenig mehr als 100.000 Einwohnern ist die Auswahl an verfügbaren talentierten Spielern im Vergleich zu anderen Ländern sehr klein, dennoch gehört Tonga konstant zu den fünfzehn besten Nationalmannschaften der Welt und ist durchaus konkurrenzfähig. Allerdings gehen dem Land zahlreiche Talente gleich wieder verloren, da sie meist in den Profiligen Australiens, Europas, Japans oder Neuseelands spielen und oft vom jeweiligen Zielland eingebürgert werden. Gemäß den Regeln von World Rugby genügt auch ein während fünf Jahren ununterbrochener Wohnsitz, um für die Nationalmannschaft eines anderen Landes spielberechtigt zu sein (bis Ende 2020 waren es sogar nur drei Jahre). Zu den bekanntesten Beispielen solcher Exil-Spieler aus Tonga gehören Israel Folau, Toutai Kefu, Sekope Kepu, Willie Ofahengaue, Wycliff Palu und George Smith (für Australien), Doug Howlett und Jonah Lomu (für Neuseeland), Billy Vunipola und Mako Vunipola (für England) sowie Taulupe Faletau (für Wales).
Die Verbände der pazifischen Staaten sind zu schwach, um den Abgang von Talenten aufhalten zu können. Bisweilen wird das systematische Abwerben ironisch mit dem Blackbirding im 19. Jahrhundert verglichen. Tongaer, die für ihr eigenes Land antreten, können zudem nicht immer frei eingesetzt werden, weil vor allem englische Vereine zögerlich bei der Gewährung von Freigaben für Länderspiele sind. Abhilfe schaffen soll die Profimannschaft Moana Pasifika, die seit der Saison 2022 in der internationalen Meisterschaft Super Rugby vertreten ist. Diesem in der neuseeländischen Stadt Auckland ansässigen Team gehören Samoaner und Tongaer sowie Neuseeländer polynesischer Herkunft an; angestrebt wird eine bewusst „pazifische“ Identität.

## Geschichte

### Einführung und Verbreitung von Rugby
Eine traditionelle, entfernt mit Rugby verwandte Sportart war Kasivaki. Das Spielfeld lag in einer Bucht zwischen zwei Korallenfelsen und zwei Mannschaften versuchten, unter Wasser einen 35 kg schweren ovalen Stein zum jeweils entgegengesetzten Felsen zu befördern. Die Spieler unterhielten mit Kasivaki hochrangige Personen und demonstrierten ihre Fähigkeiten, Stärken sowie Kampfkraft im Wasser. Mitunter ertranken Spieler, weshalb König George Tupou I. das Spiel im 19. Jahrhundert verbot.
Nachdem Tonga im Jahr 1900 ein britisches Protektorat geworden war, führten Seefahrer und Missionare den Rugbysport ein. Ebenfalls eine wichtige Rolle bei der Verbreitung hatten tongaische Adlige, die Rugby während ihres Studiums am renommierten Newington College in Sydney kennengelernt hatten. Bereits 1909 gehörte Rugby zum Lehrplan der beiden führenden Schulen des Landes, dem Tupou College und dem Tonga College. Rugby entwickelte sich rasch zu der mit Abstand beliebtesten Sportart und fand in weiten Bevölkerungskreisen Anklang. Robert F. Dewey, Historiker der DePauw University, führt dies darauf zurück, dass Rugby damals eine wichtige Rolle als Ausdruck des dörflichen Stolzes und der kriegerischen Männlichkeit gespielt habe. Da etliche traditionelle Rituale mit der Kolonialisierung verschwunden waren, galt Rugby als geeigneter Ersatz für die Pflege alter Rivalitäten. Außerdem hätten die benötigten athletischen Fähigkeiten hervorragend zu jenen der Einheimischen gepasst. Eine parallele Entwicklung dazu gab es in zwei weiteren Pazifikstaaten, Fidschi und Samoa.

### Die ersten Jahre der Nationalmannschaft
1923 erfolgte die Gründung der Tonga Rugby Football Union, der heutigen Tonga Rugby Union (TRU), und im darauf folgenden Jahr stellte der Verband erstmals eine Nationalmannschaft zusammen. Das erste Test Match fand am 25. August 1924 zuhause in der Hauptstadt Nukuʻalofa im Rahmen einer neun Spiele umfassende Serie gegen Fidschi statt und die Tongaer gewannen mit 9:6, das zweite ging mit 3:14 verloren und das dritte endete mit einem punktelosen Unentschieden. Ende Juli 1926 besuchte Tonga erstmals Fidschi und Westsamoa. 1928 und 1932 besuchten die Tongaer erneut den pazifischen Nachbarn Westsamoa; mit Ausnahme des Jahres 1930 trugen Fidschi und Tonga von 1924 bis 1934 jedes zweite Jahr eine drei Test Matches umfassende Serie aus, wobei sich die Fidschianer meist als die stärkere Mannschaft erwiesen.
Der Ausbruch des Zweiten Weltkrieges hatte eine mehrjährige Unterbrechung des internationalen Spielbetriebs zur Folge. 1947 unternahm Tonga wieder eine Tour nach Fidschi und Westsamoa. Während beide Test Matches in Fidschi mit Siegen endeten, mussten die Tongaer gegen Westsamoa erstmals eine Niederlage hinnehmen. Nach dieser Tour legte die Nationalmannschaft überwiegend aus finanziellen Gründen eine weitere Pause von neun Jahren ein. Während die Samoaner 1956 zu Besuch waren, reisten die Tongaer 1957 nach Westsamoa. Bei beiden Touren blieb Tonga unbesiegt. Eine drei Test Matches umfassende Tour nach Fidschi im Jahr 1958 endete hingegen mit zwei Niederlagen. Bisher hatten sich die internationalen Kontakte auf die unmittelbaren pazifischen Nachbarn beschränkt. Dies änderte sich 1960, als die New Zealand Māori nach Nukuʻalofa kamen und ein Test Match mit 16:27 verloren; es war dies die einzige Niederlage der Auswahl der neuseeländischen Ureinwohner auf ihrer neun Spiele umfassenden Ozeanien-Tour.
Bei den Südpazifikspielen 1963 in der fidschianischen Hauptstadt Suva, den ersten ihrer Art, nahmen die Tongaer am Rugbyturnier teil. Mit zwei Siegen über Westsamoa und zwei Niederlagen gegen Fidschi belegten sie den zweiten Platz und erhielten somit die Silbermedaille. 1967 war Fidschi zu Gast, ein Jahr darauf folgte der Gegenbesuch; beide Male entschied Fidschi die jeweils drei Test Matches umfassende Serie für sich. Im August und September 1969 reisten die Tongaer erstmals überhaupt nach Neuseeland. Während ihnen Begegnungen mit den All Blacks verwehrt blieben, spielten sie drei Test Matches gegen die New Zeland Māori, von denen sie zwei gewannen. In den acht übrigen Spielen gegen regionale Auswahlteams resultierten drei weitere Siege und ein Unentschieden.

### Zunehmende internationale Kontakte
Nach einer weiteren dreijährigen Länderspielpause waren die Tongaer im Mai und Juni 1972 zu Besuch in Westsamoa, wobei sie alle vier ausgetragenen Test Matches für sich entscheiden konnten. Ein Jahr später unternahmen sie ihre erste Tour nach Australien. Innerhalb von fünf Wochen bestritten sie zehn Spiele. Am 11. Juni gelang ihnen im dritten Spiel in Sydney eine Überraschung, als sie die hoch eingeschätzte und mit zahlreichen Stars besetzte Auswahl des Stadtverbandes Sydney Rugby Union mit 19:14 schlugen. Am 23. Juni trat Tonga ebenfalls in Sydney zum ersten Test Match gegen die Wallabies an, wobei der Gastgeber mit 30:12 die Oberhand behielt. Sieben Tage später folgte beim zweiten Test Match in Brisbane ein völlig unerwarteter 16:11-Sieg der Tongaer, ihr erster über eine der „großen“ Rugbynationen. Spontan bot der Bürgermeister von Brisbane an, die Beherbergungskosten der Mannschaft zu übernehmen, um damit ein drittes Test Match zu ermöglichen. Dazu kam es jedoch nicht, denn auf dem Heimweg stand noch ein Spiel in Fidschi auf dem Programm (das mit einer Niederlage endete).
Im September und Oktober 1975 machte Tonga die erste Tour außerhalb Ozeaniens. Sie umfasste elf Spiele und führte durch Großbritannien und Kanada. Gegen britische Regionalmannschaften gelang nur ein Sieg. Beide Spiele gegen die Nationalmannschaften von Wales und Schottland zählten nicht als Test Matches und endeten mit hohen Niederlagen. Als Test Match gewertet wurde hingegen die erste Begegnung mit der kanadischen Nationalmannschaft in Vancouver, die mit einem deutlichen 40:14-Sieg endete. Die nächste längere Tour fand von Juni bis August 1975 statt. Sie führte zunächst nach Westsamoa, wo zunächst vier Test Matches zu bestreiten waren. Zwei davon gingen verloren; es waren die ersten Niederlagen gegen diesen Kontrahenten seit fast drei Jahrzehnten. Anschließend ging es weiter nach Neuseeland, wo weitere zwölf Spiele auf dem Programm standen. Darunter waren zwei Niederlagen in beiden Test Matches gegen die New Zealand Māori. In den übrigen zehn Partien gegen regionale Teams gelangen acht Siege. Die Fidschi-Tour 1977 führte zu Niederlagen in allen drei Test Matches, auch die Bilanz gegen Regionalteams war negativ.
Bei den Südpazifikspielen 1979 in Suva setzte sich Tonga in der Vorrunde des Rugbyturniers zunächst gegen Westsamoa, die Salomonen und Tahiti durch. Nach einem deutlichen 58:3-Halbfinalsieg über Neukaledonien standen die Tongaer im Finale Gastgeber Fidschi gegenüber. Sie entschieden das Spiel knapp mit 6:3 für sich und gewannen die Goldmedaille, gleichbedeutend mit dem bisher größten Erfolg. Der 1982 eingeführte, jährlich stattfindende Wettbewerb Pacific Tri-Nations schuf regelmäßigere Spielmöglichkeiten für die drei führenden Rugbynationen des Pazifiks und ersetzte die bisher sporadischen Touren untereinander. In den ersten drei Ausgaben belegte Tonga jeweils den dritten (und damit letzten) Platz. Bei den Südpazifikspielen 1983 in Apia misslang die Titelverteidigung. In der Vorrunde gewann Tonga gegen Amerikanisch-Samoa, die Cookinseln, Papua-Neuguinea und Tokelau, unterlag aber dem Gastgeber Westsamoa. Auch das Halbfinale gegen Fidschi ging verloren. Schließlich musste sich die Mannschaft nach einem 70:0-Sieg über Neukaledonien mit dem dritten Platz begnügen.
Im Juni 1986 tourte Wales durch den Südpazifik und war das erste nichtozeanische Team, das Tonga einen Besuch abstattete. Im Test Match zwischen den beiden Mannschaften mussten sich die Tongaer relativ knapp mit 7:15 geschlagen geben. Bereits früh in der Partie ereignete sich eine Massenschlägerei, an der nahezu alle Spieler beteiligt waren. Bei einem Empfang nach dem Spiel wurde der walisische Spieler Phil Davies gebeten, ein paar Worte auf Walisisch an die Versammelten zu richten. In einem ruhigen Tonfall sagte er unter anderem: „Dies ist der schlimmste Ort, an dem ich je gewesen bin. Ich bin froh, dass ich hier wegkomme und will nie wieder hierherkommen. Ihr seid die dreckigste Mannschaft, gegen die ich je gespielt habe“ – was die Tongaer natürlich nicht verstanden. Knapp einen Monat später entschied Tonga die Pacific Tri-Nations 1986 für sich; es war der einzige Turniersieg in der Verbandsgeschichte.

### Erste Weltmeisterschaftsteilnahmen
Aufgrund der anhaltend guten Leistungen gegen stärker eingestufte Teams gehörte Tonga im Jahr 1987 zu jenen 16 Ländern, die vom International Rugby Football Board (IRFB; heute World Rugby) eine Einladung zur ersten Weltmeisterschaft erhielten. Damit verbunden war die Aufnahme der TRU in den bis dahin ziemlich exklusiven IRFB. Das führte dazu, dass fortan fast alle Begegnungen mit den bedeutenden Rugbynationen als Test Matches zählten. Bei der in Australien und Neuseeland ausgetragenen Weltmeisterschaft unterlag Tonga in allen drei Vorrundenspielen gegen Kanada (4:37), Wales (16:29) und Irland (9:32). Somit belegte Tonga den letzten Platz der Gruppe 2. Auch in den beiden folgenden Austragungen der Pacific Tri-Nations blieb Tonga sieglos. Im April 1990 nahmen die Tongaer an einem Turnier in Tokio teil, das als WM-Qualifikation diente. Dort unterlagen sie Japan mit 16:28 und Westsamoa mit 3:12. Trotz des abschließenden 45:22-Sieges über Südkorea verpassten sie die Weltmeisterschaft 1991 – bis heute (Stand 2021) das einzige Mal.
Beim Pacific Tri-Nations 1992 gelang der erste Sieg in dieser Turnierreihe seit sechs Jahren. Das Pacific Tri-Nations 1993 diente gleichzeitig zum Teil als WM-Qualifikation. Dabei setzte sich Tonga in einem aus Hin- und Rückspiel bestehenden Play-off mit einem Gesamtergebnis von 34:26 gegen Fidschi durch und sicherte sich damit die Turnierteilnahme. Zwischen den beiden Qualifikationsspielen tourten die Tongaer zwei Wochen lang durch Australien. Sie spielten unter anderem erstmals seit zwanzig Jahren gegen die Wallabies und unterlagen deutlich mit 14:52. Während einer Japan-Tour im Februar 1995 feierten die Tongaer deutliche Siege in beiden Test Matches. Bei der Weltmeisterschaft 1995 in Südafrika trat Tonga zunächst gegen Frankreich und Schottland an und verlor diese Spiele recht deutlich mit 10:38 bzw. 5:41. Im letzten, unbedeutend gewordenen Gruppenspiel gelang der erste Sieg bei einer Weltmeisterschaft, als die Mannschaft der Elfenbeinküste mit 29:11 besiegt werden konnte. Ein folgenschwerer Unfall des Ivorers Max Brito überschattete das Spiel: In der dritten Spielminute fiel er nach einem Tackle auf den Boden, mehrere Spieler landeten auf ihm und er blieb bewusstlos liegen. Er wurde sofort in ein Krankenhaus gebracht, wo sein Leben gerettet werden konnte, jedoch blieb er vom Hals abwärts gelähmt und war seitdem auf einen Rollstuhl angewiesen.

### Auswirkungen des Professionalismus
Als der IRFB im August 1995 sämtliche Beschränkungen bezüglich Bezahlung der Spieler aufhob und die professionelle Ära von Rugby Union begann, war dies für Tonga und die übrigen Pazifikstaaten Fluch und Segen zugleich. Einerseits konnte die Nationalmannschaft auf Profispieler zurückgreifen, die überwiegend bei Mannschaften in Neuseeland, Australien, Europa und Japan unter Vertrag standen. Andererseits lief die TRU stets Gefahr, dass diese Spieler mehr als drei Jahre ununterbrochen im Ausland verweilten und gemäß der Wohnsitzregel des IRFB von den dortigen Verbänden abgeworben werden konnten, wodurch sie nicht mehr für die Nationalmannschaft zur Verfügung standen. Zudem schwächte die finanzkräftige Konkurrenz die eigene, ohnehin wenig konkurrenzfähige Amateurliga massiv. Hinzu kommt – noch deutlicher ausgeprägt als in Fidschi und Samoa – eine große wirtschaftliche Abhängigkeit von Rücküberweisungen durch vorübergehend oder dauerhaft ausgewanderte Rugbyspieler in ihre Heimat.
Die Tongaer tourten im Mai und Juni 1997 durch das südliche Afrika. Auf dem Programm standen unter anderem je ein Test Match gegen Simbabwe und Namibia, die beide gewonnen werden konnten. Im ersten Test Match gegen die südafrikanischen Springboks, die amtierenden Weltmeister, mussten sie hingegen in Kapstadt eine überaus deutliche 10:74-Niederlage hinnehmen. Das ozeanische WM-Qualifikationsturnier fand im September 1998 in Australien statt. Tonga unterlag dabei knapp Fidschi und Samoa sowie deutlich Australien. Da die Mannschaft den letzten Platz des Turniers belegte und die direkte Qualifikation verpasst hatte, musste sie im März 1999 zunächst zu zwei Relegationsspielen gegen Georgien antreten und setzte sich mit einem Gesamtergebnis von 64:34 durch. Daraufhin sicherte sie sich mit zwei hohen Siegen über Südkorea und einem Gesamtergebnis von 140:41 die Endrundenteilnahme.
Im Sommer 1999 nahm Tonga erstmals an der Pacific Rim Rugby Championship teil, einem Turnier für Mannschaften im pazifischen Raum, und belegte dabei den fünften Platz unter sechs Teilnehmern. Als Vorbereitung auf die WM-Endrunde empfing Tonga im Juni 1999 zuhause Frankreich und gewann überraschend mit 20:16. Die vier Monate später folgende Weltmeisterschaft 1999 fand in den Ländern der Five Nations statt. Zum Auftakt mussten sich die Tongaer erwartungsgemäß Neuseeland geschlagen geben (9:45). Im zweiten Vorrundenspiel erzielten sie einen knappen 28:25-Sieg gegen Italien. Schließlich kam eine klare 10:101-Niederlage gegen England hinzu, was den dritten Platz in der Gruppe ergab.

### Das neue Jahrtausend
Bei der Pacific Rim Rugby Championship 2000 belegte Tonga den dritten Platz unter sechs Teilnehmern. Zwischen zwei Runden dieses Turniers spielten die Tongaer am 16. Juni auswärts gegen Neuseeland und wurden mit 0:102 regelrecht deklassiert; das war ihre bisher (Stand 2021) mit Abstand höchste Niederlage. Eine kurze Tour im November 2001 nach Großbritannien, ihre letzte nach traditioneller Art, endete mit vier Niederlagen, unter anderem gegen die schottische und walisische Nationalmannschaft. Nachdem die Tongaer beim Pacific Tri-Nations 2002 die direkte WM-Qualifikation verpasst hatten, benötigten sie einen weiteren Anlauf. Im Oktober und November 2002 setzten sie sich zunächst deutlich in zwei Spielen gegen Papua-Neuguinea durch, mit einem Gesamtergebnis von 131:26. Noch überlegener waren sie im März 2003 im entscheidenden Play-off gegen den asiatischen Vertreter Südkorea, gegen den sie sich mit einem Gesamtergebnis von 194:0 durchsetzten. Das 119:0 im zweiten Spiel auswärts in Seoul ist bis heute (Stand 2021) der höchste Sieg der Tongaer. Die Weltmeisterschaft 2003 in Australien verlief hingegen enttäuschend. Nach Niederlagen gegen Italien (12:36), Wales (20:27), Neuseeland (7:91) und Kanada (7:24) belegte Tonga den letzten Platz seiner Vorrundengruppe.
2002 gehörte die TRU zu den Mitbegründern der Pacific Islands Rugby Alliance, mit der die Kooperation zwischen den pazifischen Rugbynationen verstärkt werden sollte. Die Mitgliedsverbände stellten im Jahr 2004 zusammen das Auswahlteam Pacific Islanders auf, das nach dem Vorbild der British and Irish Lions alle zwei Jahre anstelle der jeweiligen Nationalmannschaften mehrere Test Matches gegen die bedeutenden Rugbynationen bestritt. Mittelfristig sollte sich das Team für eine mögliche Erweiterung der Super 12 oder Tri Nations empfehlen. Aus insgesamt elf Spielen resultierten acht Niederlagen und drei Siege. 2009 ließ der samoanische Verband die Allianz platzen, da neben den sportlichen auch die finanziellen Ziele verpasst worden seien. Seither sind die Pacific Islanders trotz mehrerer Reaktivierungsversuche nicht mehr angetreten. Wie die anderen pazifischen Rugbynationen litt Tonga zunehmend darunter, dass die besten Spieler mittlerweile im Ausland unter Vertrag standen und von den Vereinen abhängig waren. Diese und andere Benachteiligungen führten dazu, dass die Verbände Tongas, Fidschis und Samoas im Jahr 2000 federführend bei der Gründung des Kontinentalverbandes Federation of Oceania Rugby Unions (FORU, heute Oceania Rugby) waren. Die FORU strebte ein Mitentscheidungsrecht im IRB-Exekutivrat an und erhielt es 2004 auch zugesprochen. Allerdings müssen sich die über ein Dutzend Mitgliedsverbände zwei Sitze teilen und sind somit gegenüber den „großen“ Rugbynationen immer noch stark benachteiligt.

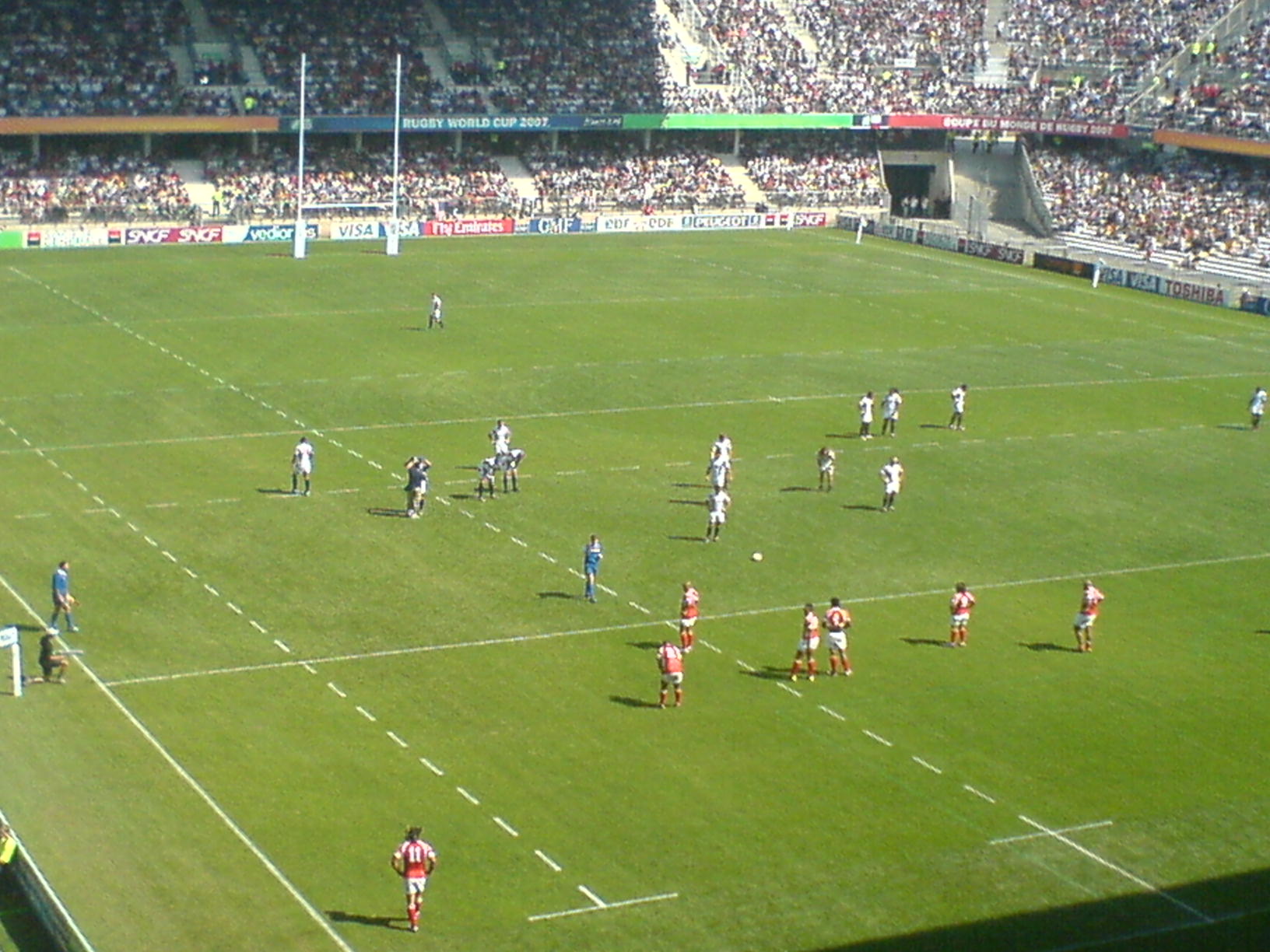
Spiel Tonga gegen die USA bei der Weltmeisterschaft 2007

2006 trat an die Stelle der bisherigen Pacific Tri-Nations das neue Format Pacific Nations Cup. Bei der ersten Austragung (zunächst Pacific 5 Nations genannt) belegte Tonga den vierten Platz unter fünf Teilnehmern. Bei der nächsten WM-Qualifikation hatte es Tonga erneut mit leichten Gegnern zu tun. Mit zwei klaren Siegen über die Cookinseln im Juni und Juli 2006 zog es ins Play-off gegen den asiatischen Vertreter. Erneut war Südkorea der Gegner, der im Februar 2007 mit 83:3 bezwungen wurde. Die in Frankreich stattfindende Weltmeisterschaft 2007 ist die erfolgreichste in der tongaischen Geschichte. Zunächst wurden die Vereinigten Staaten mit 25:15 bezwungen, noch wichtiger war jedoch der 19:15-Sieg über den Erzrivalen Samoa. Nach diesen zwei Siegen hatte es Tonga mit den schwersten Gegnern in der Gruppe zu tun. In beiden Spielen gegen Südafrika (25:30) und England (20:36) waren die Tongaer nahezu gleichwertig und trieben die Favoriten an den Rand einer Niederlage. Vor allem das knappe Ergebnis gegen den späteren Weltmeister Südafrika sorgte für großes Aufsehen. Tonga blieb am Ende der dritte Platz in der Vorrunde, gleichbedeutend mit der automatischen Qualifikation für die nächste Weltmeisterschaft.
Im Rahmen des Pacific Nations Cup 2009 fanden für längere Zeit die letzten Spiele in Nukuʻalofa statt, da das Teufaiva Sport Stadium derart baufällig geworden war, dass es nicht mehr genutzt werden konnte. Dem Staat fehlte das Geld für die dringend benötigte Renovation und in Tonga selbst stand kein passender Ersatz zur Verfügung, weshalb in den folgenden Jahren alle Heimspiele der Nationalmannschaft im Ausland durchgeführt werden mussten (überwiegend in Neuseeland und Fidschi). Bei den End-of-year Internationals spielte Tonga mehrmals in Europa auf neutralem Grund gegen die Vereinigten Staaten, da beide Mannschaften dort ohnehin auf zahlreiche Spieler zurückgreifen konnten.

### Sporadische Erfolge

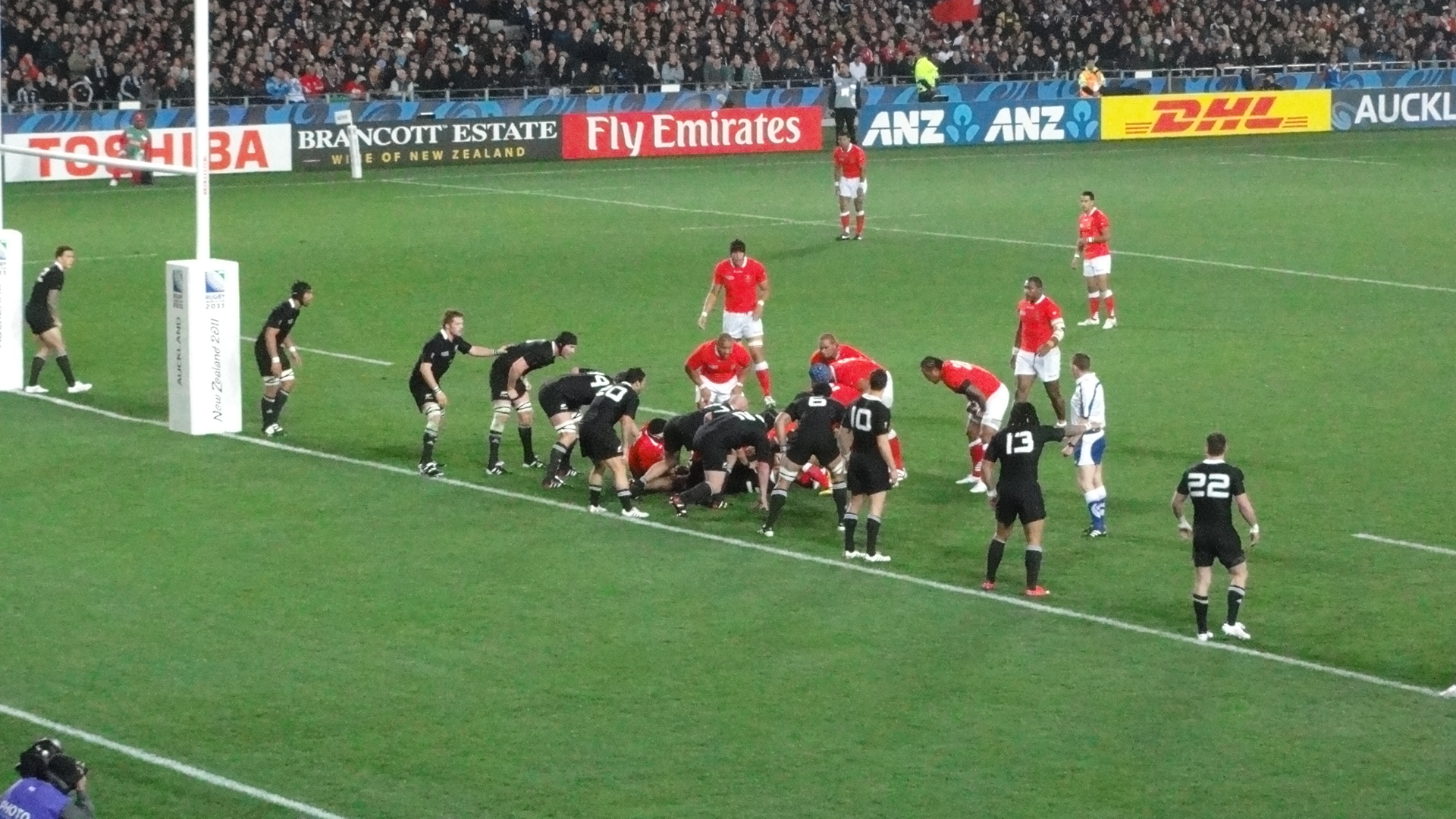
Spiel Neuseeland gegen Tonga bei der Weltmeisterschaft 2011

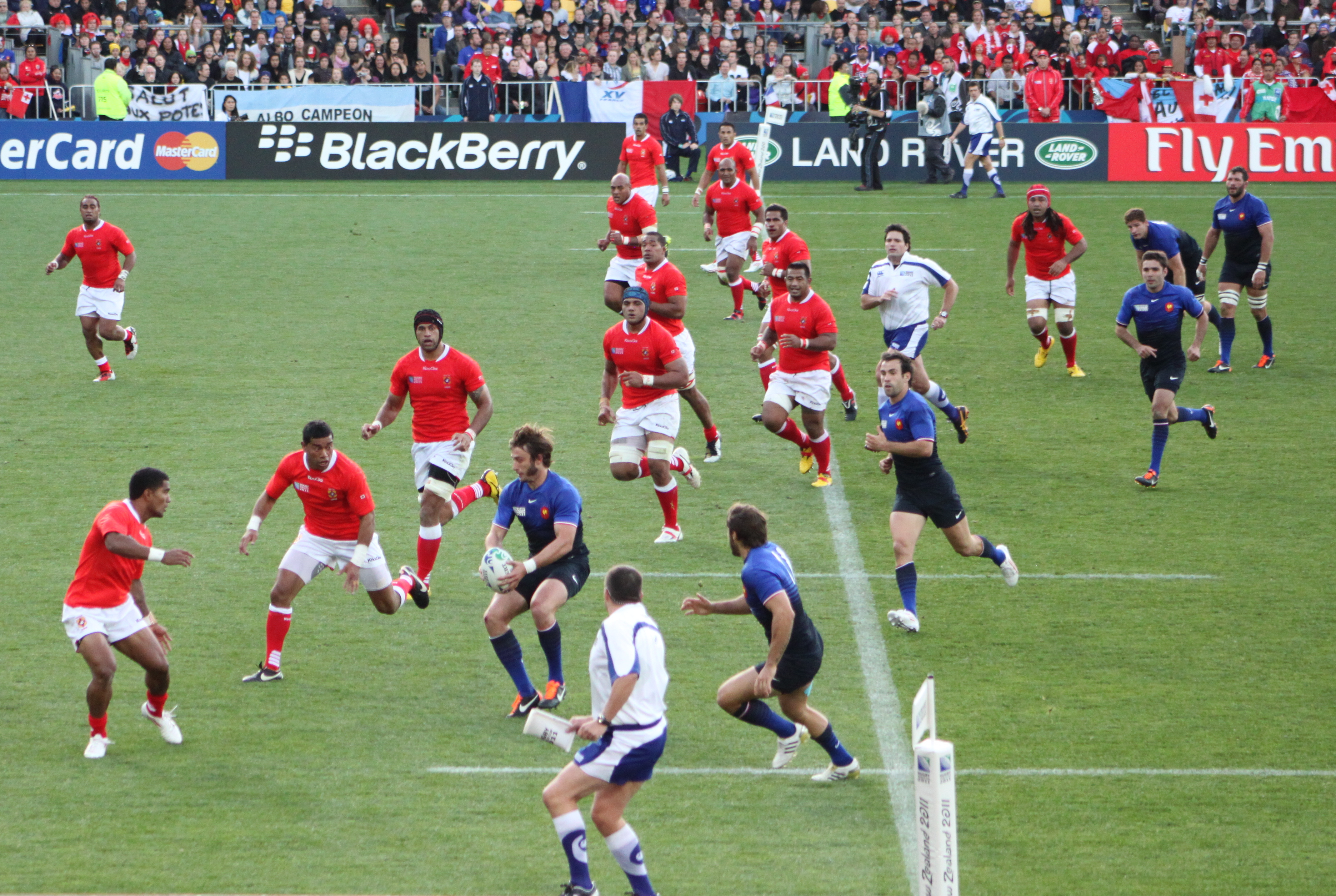
Tonga gegen Frankreich bei der Weltmeisterschaft 2011

Tonga gegen Neuseeland bei der Weltmeisterschaft 2015

Trotz der Widrigkeiten hielten die Tongaer weiterhin recht gut mit und waren ab und zu noch immer zu Überraschungen fähig. Beim Pacific Nations Cup 2011 belegten sie den ersten Platz, der Turniersieg ging jedoch wegen der knappen 27:28-Niederlage in der Direktbegegnung an die punktgleichen Japaner. Bei der Weltmeisterschaft 2011 in Neuseeland unterlagen die Tongaer zunächst dem Gastgeber und späteren Weltmeister mit 10:41. Es folgten eine eher unerwartete 20:25-Niederlage gegen Kanada und ein 31:18-Sieg über Japan. Eine der größten Überraschungen in der Geschichte der Weltmeisterschaften gelang ihnen zum Abschluss, als sie den haushohen Favoriten Frankreich mit 19:14 bezwangen. Tonga beendete die Gruppenphase auf dem dritten Platz und sicherte sich erneut die Qualifikation für die nächste Endrunde, während Frankreich trotz der Niederlage das Viertelfinale erreichte und letztlich Vizeweltmeister wurde.
Die nächste Überraschung gegen eine Mannschaft der ersten Stärkeklasse gelang ein Jahr später bei den End-of-year Internationals 2012 mit einem 21:15-Auswärtssieg über Schottland, dem ersten Erfolg gegen diese Mannschaft. Dadurch stieg Tonga zwischenzeitlich bis auf Platz 9 der Weltrangliste, der bis heute (Stand 2021) besten Platzierung. Ansonsten spielte Tonga vermehrt gegen Teams der zweiten Stärkeklasse von außerhalb Ozeaniens, wobei die Bilanz ungefähr ausgeglichen war. Beispielsweise gelang im September 2015 in einem WM-Vorbereitungsspiel der erste Sieg über Rumänien. Die darauf folgende Weltmeisterschaft 2015 in England verlief eher enttäuschend. Im ersten Gruppenspiel unterlagen die Tongaer den Georgiern mit 10:17, im zweiten Spiel gelang ihnen der einzige Sieg, als sie Namibia mit 35:21 bezwangen. Das erste Spiel überhaupt gegen Argentinien endete mit einer 16:45-Niederlage und im letzten Gruppenspiel konnten sie dem späteren Weltmeister Neuseeland wenig entgegensetzen (9:47). Tonga belegte den vierten Gruppenrang und verpasste die direkte Qualifikation für die nächste Endrunde.
Auch in den darauf folgenden Jahren war die Bilanz gegen Teams der zweiten Stärkeklasse ungefähr ausgeglichen, während Überraschungen gegen „große“ Rugbynationen weitgehend ausblieben. Ausnahme war ein 19:17-Auswärtssieg über Italien bei den End-of-year Internationals 2016 (nachdem letztere eine Woche zuvor Südafrika bezwungen hatten). 2017 konnte das Teufaiva Stadium dank finanzieller Unterstützung der neuseeländischen Regierung wieder hergerichtet werden. Die Waliser beurteilten die Fortschritte als noch ungenügend und ließen ein geplantes Spiel der Tongaer nach Auckland verlegen. Hingegen waren Fidschi und Samoa beim Pacific Nations Cup 2017 zu Gast und bescherten den Tongaern die ersten wirklichen Heimspiele seit acht Jahren. Mit einem 30:26-Sieg über Samoa sicherte sich Tonga zudem die WM-Teilnahme. Besuche weiterer Mannschaften blieben vorerst aus, da das Stadion im Februar 2018 durch einen Zyklon beschädigt wurde und erneut instand gesetzt werden musste.
Bei der Weltmeisterschaft 2019 in Japan belegte Tonga wie schon vier Jahre vorher den vierten Gruppenrang und schied vorzeitig aus. Die ersten beiden Spiele gegen England (3:53) und Argentinien (12:28) gingen relativ deutlich verloren. Im dritten Gruppenspiel gelang gegen Frankreich beinahe wieder eine Sensation: Nachdem die Franzosen zunächst scheinbar komfortabel mit 17:0 geführt hatten, machten die Tongaer den Rückstand sukzessive wett und unterlagen schließlich äußerst knapp mit 21:23. Der abschließende 31:19-Sieg über die Vereinigten Staaten war letztlich bedeutungslos. Wegen der Reisebeschränkungen infolge der COVID-19-Pandemie konnten die Tongaer daraufhin fast zwei Jahre lang keine Spiele mehr bestreiten. Erst im Juli 2021 stand im Rahmen der Mid-year Internationals 2021 ein Auswärtsspiel gegen die neuseeländischen All Blacks auf dem Programm. Die fehlende Spielpraxis der stark ersatzgeschwächten Tongaer machte sich in einer historischen 0:102-Niederlage bemerkbar, womit der bisherige Negativrekord von 2000 gegen denselben Gegner egalisiert wurde. Der erste Teil der WM-Qualifikation musste pandemiebedingt ebenfalls in Neuseeland durchgeführt werden. Nach zwei Niederlagen gegen Samoa folgte im ozeanischen Play-off ein deutlicher Sieg über die Cookinseln; im Juli 2022 gewann man die Relegation gegen den asiatischen Vertreter Hongkong und qualifizierte sich für die Endrunde.
Zu Beginn des Jahres 2022 setzte World Rugby eine neue Regelung in Kraft, die für die pazifischen Staaten als sehr vorteilhaft gilt. Demnach können Nationalspieler einer „großen“ Rugbynation einen Nationenwechsel vollziehen, ungeachtet der Anzahl bisher absolvierter Test Matches. Dazu müssen seit dem letzten Länderspieleinsatz 36 Monate vergangen und der Spieler muss in dem entsprechenden Land geboren sein; ein Wechsel ist auch bei einem dort geborenen Eltern- oder Großelternteil möglich. Dementsprechend waren auf diese Weise zahlreiche Spieler tongaischer, fidschianischer und samoanischer Herkunft bei der Weltmeisterschaft 2023 für ihre ursprüngliche Heimat spielberechtigt. Während der Vorrunde in Frankreich erlitt Tonga deutliche Niederlagen gegen Irland (16:59), Schottland (17:45) und Südafrika (18:45), woraufhin ein Sieg gegen Rumänien (45:24) gelang.

## Trikot, Logo und Spitzname
Tonga spielt traditionell in roten Trikots mit weißen Farbakzenten, weißen Hosen und roten Socken. Das Auswärtstrikot ist weiß mit roten Farbakzenten, roten Hosen und weißen Socken.
Aktueller Trikotausrüster der tongaischen Mannschaft ist seit 2021 Force XV und Trikotsponsor ist ebenfalls seit 2021 Flect’Expert, ein französisches Pharmaunternehmen. Auf den Trikots erscheint das Verbandslogo auf der rechten Seite, das Ausrüsterlogo links und das Sponsorenlogo in der Mitte.
Das Logo des Verbandes Tonga Rugby Union zeigt eine weiße Friedenstaube mit einem Olivenzweig im Schnabel, auf blauen Grund vor einem roten Kreuz auf gelbem Grund. Der Spitzname der Nationalmannschaft lautet ʻIkale Tahi, was in der tongaischen Sprache „Seeadler“ bedeutet.

## Trikotausrüster und -sponsoren
Seit den 1970er Jahren traten die folgenden Trikotausrüster und -sponsoren in Erscheinung:
| Zeitraum           | Ausrüster          |
| ------------------ | ------------------ |
| 1974–1980er-Jahre  | Umbro              |
| 1980er-Jahre–1999  | Canterbury         |
| 2000–2002          | Carisbrook         |
| 2003–2005          | Sekem              |
| 2005–2008          | KooGa              |
| 2008               | Samurai Sportswear |
| 2008–2010          | Aoniu              |
| 2011–2012          | KooGa/BLK          |
| 2012–2015          | Kukri              |
| 2016–2020          | Mizuno             |
| Juni–November 2021 | Siomai Print       |
| seit November 2021 | Force XV           |

## Der Sipi Tau

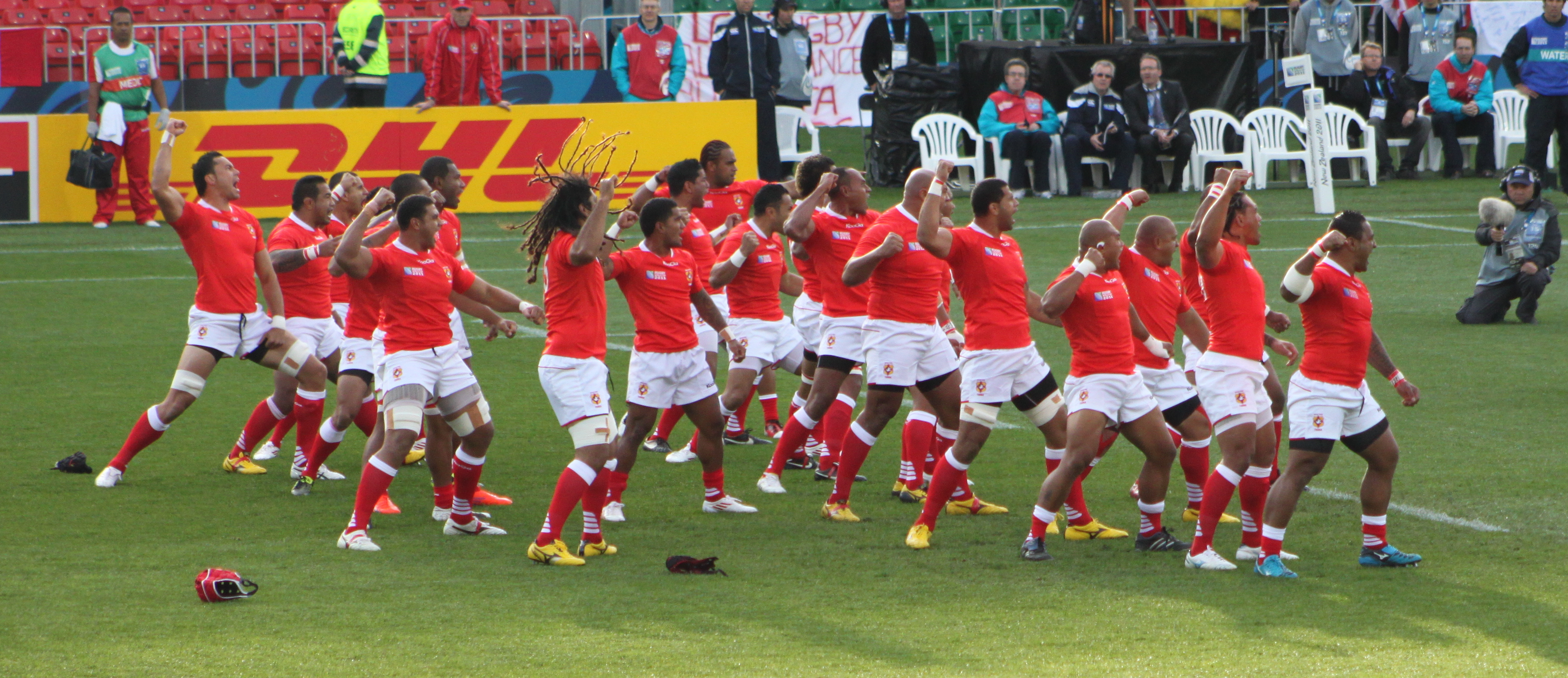
Der Sipi Tau Tongas vor dem Spiel gegen Frankreich bei der Weltmeisterschaft 2011

Wie zahlreiche pazifische Rugbymannschaften vollführt auch das tongaische Team vor jedem Spiel einen Kriegstanz, den die Einheimischen Sipi Tau nennen. Er soll den Gegner einschüchtern und sich selbst Mut machen. Vor dem 19. Jahrhundert waren Kriegstänze in Tonga unüblich, weil das Sprechen während der Schlacht als Zeichen der Schwäche galt. Doch dann verbreitete sich der aus dem benachbarten französischen Überseeterritorium Wallis und Futuna stammende Kailao und wurde von den Tongaern in angepasster Form übernommen. Die Rugby-Union-Nationalmannschaft tanzte den Sipi Tau im Laufe der Jahre in verschiedenen Versionen; wann sie ihn erstmals vorführte, ist ungewiss. Komponist der aktuellen, seit 1994 gebräuchlichen Version war König Taufaʻahau Tupou IV.
Besonders spektakulär war der Auftritt der Mannschaft bei der Weltmeisterschaft 2003, als sie auf die neuseeländischen All Blacks traf, die ihren traditionellen Haka begannen und die Tongaer mit ihrem Sipi Tau antworteten. Beide Teams gerieten sehr nah aneinander und die Stimmung war kaum zu übertreffen.
| Tongaisch | Deutsch |
| Teu ke tau! (Anführer) Tonga! (Mannschaft) Teu lea pea tala ki mamani katoa Ko e ʻIkale Tahi kuo halofia. Ke ʻilo ʻe he sola mo e taka Ko e ʻaho ni te u tamate tangata, A e haafe mo e tautuaʻa Kuo huʻi hoku anga tangata. Ei! (Anführer) E! (Mannschaft) Ei! (Anführer) E! (Mannschaft) Te u peluki e molo mo e foueti taka, Pea ngungu mo ha loto fitaʻa Ngungu! (Anführer) ʻIo! (Mannschaft) Ngungu! (Anführer) ʻIo! Ko Tonga pe mate ki he moto (Anführer) Otua mo Tonga ko hoku tofi'a (Mannschaft) Ei e! (Anführer) TONGA! (Mannschaft) | Bereitet euch auf die Schlacht vor! (Anführer) Tonga! (Mannschaft) Ich werde mit der ganzen Welt sprechen Die Seeadler sind ausgehungert. Mögen die Fremden und Gäste auf der Hut sein Heute bin ich, der Zerstörer der Seelen, überall An die Halbspieler und die Hintermannschaft Meine Menschlichkeit ist verschwunden. Hey! (Anführer) Aye! (Mannschaft) Aye! (Anführer) Aye! (Mannschaft) Den Verbinder und die Vorderspieler werde ich durchschneiden Und zerschmettere alle wilden Herzen, die du findest. Zerschmettere! (Anführer) Yeah! (Mannschaft) Zerschmettere! (Anführer) Yeah! (Mannschaft) So stirbt Tonga nach seinem Motto Gott und Tonga sind mein Erbe. Aye, ay! (Anführer) Tonga! (Mannschaft) |

## Stadion
Heimstadion Tongas ist der Teufaiva Sport Stadium in der Hauptstadt Nukuʻalofa, mit einer Kapazität von 10.000 Zuschauern. Seit 1924 fanden hier beinahe sämtliche Heimspiele Tongas statt.

## Test Matches

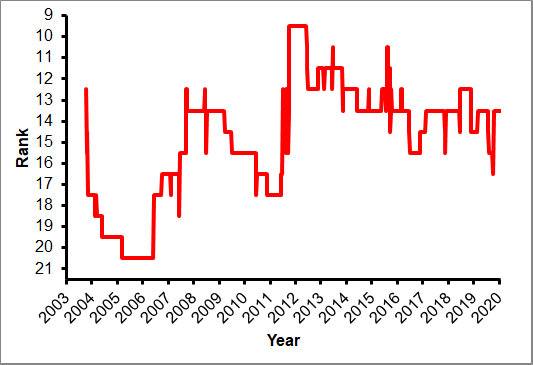
Tongas Position in der World-Rugby-Weltrangliste seit dem 10. Oktober 2003

Tonga hat 123 seiner bisher 314 Test Matches gewonnen, was einer Gewinnquote von 39,17 % entspricht. Die Statistik der Test Matches von Tonga gegen alle Nationen, alphabetisch geordnet, ist wie folgt (Stand: 2. Dezember 2024):
| Land               | Spiele | Gewonnen | Unent- schieden | Verloren | % Siege |
| ------------------ | ------ | -------- | --------------- | -------- | ------- |
| Amerikanisch-Samoa | 1      | 1        | 0               | 0        | 100,00  |
| Argentinien        | 2      | 0        | 0               | 2        | 0,00    |
| Australien         | 4      | 1        | 0               | 3        | 25,00   |
| Chile              | 2      | 2        | 0               | 0        | 100,00  |
| Cookinseln         | 5      | 5        | 0               | 0        | 100,00  |
| Elfenbeinküste     | 1      | 1        | 0               | 0        | 100,00  |
| England            | 4      | 0        | 0               | 4        | 0,00    |
| Fidschi            | 95     | 27       | 3               | 65       | 28,42   |
| Frankreich         | 6      | 2        | 0               | 4        | 33,33   |
| Georgien           | 8      | 2        | 0               | 6        | 25,00   |
| Hongkong           | 1      | 1        | 0               | 0        | 100,00  |
| Irland             | 3      | 0        | 0               | 3        | 0,00    |
| Italien            | 6      | 2        | 0               | 4        | 33,33   |
| Japan              | 19     | 9        | 0               | 10       | 47,37   |
| Kanada             | 12     | 7        | 0               | 5        | 58,33   |
| Namibia            | 2      | 2        | 0               | 0        | 100,00  |
| Neukaledonien      | 2      | 2        | 0               | 0        | 100,00  |
| Neuseeland         | 7      | 0        | 0               | 7        | 0,00    |
| New Zealand Māori  | 12     | 4        | 0               | 8        | 33,33   |
| Papua-Neuguinea    | 3      | 3        | 0               | 0        | 100,00  |
| Portugal           | 1      | 1        | 0               | 0        | 100,00  |
| Rumänien           | 6      | 3        | 0               | 3        | 50,00   |
| Samoa              | 71     | 27       | 4               | 40       | 38,03   |
| Schottland         | 5      | 1        | 0               | 4        | 20,00   |
| Simbabwe           | 1      | 1        | 0               | 0        | 100,00  |
| Spanien            | 3      | 2        | 0               | 1        | 66,67   |
| Südafrika          | 3      | 0        | 0               | 3        | 0,00    |
| Südkorea           | 6      | 6        | 0               | 0        | 100,00  |
| Tokelau            | 1      | 1        | 0               | 0        | 100,00  |
| Uruguay            | 1      | 1        | 0               | 0        | 100,00  |
| Vereinigte Staaten | 11     | 9        | 0               | 2        | 81,81   |
| Wales              | 10     | 0        | 0               | 10       | 0,00    |
| Gesamt             | 314    | 123      | 7               | 184      | 39,17   |

## Erfolge

### Weltmeisterschaften
Tonga hat sich bisher für fast jede Weltmeisterschaft qualifiziert, mit Ausnahme des Turniers 1991. Das beste Resultat bisher waren jeweils zwei Siege bei den Turnieren 2007 und 2011.
| Jahr | Resultat                                              | Spiele                                                | Siege                                                 | Unent.                                                | Ndlg.                                                 | +/-                                                   | Punkte                                                |
| ---- | ----------------------------------------------------- | ----------------------------------------------------- | ----------------------------------------------------- | ----------------------------------------------------- | ----------------------------------------------------- | ----------------------------------------------------- | ----------------------------------------------------- |
| 1987 | Vorrunde                                              | 3                                                     | 0                                                     | 0                                                     | 3                                                     | 29:98                                                 | 0                                                     |
| 1991 | nicht qualifiziert (Asien- und Ozeanienqualifikation) | nicht qualifiziert (Asien- und Ozeanienqualifikation) | nicht qualifiziert (Asien- und Ozeanienqualifikation) | nicht qualifiziert (Asien- und Ozeanienqualifikation) | nicht qualifiziert (Asien- und Ozeanienqualifikation) | nicht qualifiziert (Asien- und Ozeanienqualifikation) | nicht qualifiziert (Asien- und Ozeanienqualifikation) |
| 1995 | Vorrunde                                              | 3                                                     | 1                                                     | 0                                                     | 2                                                     | 44:90                                                 | 2                                                     |
| 1999 | Vorrunde                                              | 3                                                     | 1                                                     | 0                                                     | 2                                                     | 47:171                                                | 2                                                     |
| 2003 | Vorrunde                                              | 4                                                     | 0                                                     | 0                                                     | 4                                                     | 46:178                                                | 1                                                     |
| 2007 | Vorrunde                                              | 4                                                     | 2                                                     | 0                                                     | 2                                                     | 89:96                                                 | 9                                                     |
| 2011 | Vorrunde                                              | 4                                                     | 2                                                     | 0                                                     | 2                                                     | 80:98                                                 | 9                                                     |
| 2015 | Vorrunde                                              | 4                                                     | 1                                                     | 0                                                     | 3                                                     | 70:130                                                | 6                                                     |
| 2019 | Vorrunde                                              | 4                                                     | 1                                                     | 0                                                     | 3                                                     | 67:105                                                | 6                                                     |
| 2023 | Vorrunde                                              | 4                                                     | 1                                                     | 0                                                     | 3                                                     | 96:177                                                | 5                                                     |
| 2027 | noch ausstehend                                       | noch ausstehend                                       | noch ausstehend                                       | noch ausstehend                                       | noch ausstehend                                       | noch ausstehend                                       | noch ausstehend                                       |
| 2031 | noch ausstehend                                       | noch ausstehend                                       | noch ausstehend                                       | noch ausstehend                                       | noch ausstehend                                       | noch ausstehend                                       | noch ausstehend                                       |

### Pacific Tri-Nations
Die Pacific Tri-Nations waren das traditionelle jährliche Turnier zwischen den drei pazifischen Rugbynationen Fidschi, Samoa und Tonga. Dabei gelang ein Turniersieg beim Pacific Tri-Nations 1986.

### Pacific Nations Cup
Das einzige jährliche Turnier Tongas ist der Pacific Nations Cup, wobei man gegen Fidschi und Samoa spielt (üblicherweise werden auch andere Mannschaften eingeladen). Bestes Ergebnis war der erste Platz beim Pacific Nations Cup 2011, wobei der Turniersieg aufgrund des Ergebnisses der Direktbegegnung an Japan ging.

### Pacific Rim Rugby Championship
Tonga nahm zweimal an der Pacific Rim Rugby Championship teil. Bestes Ergebnis war der dritte Platz im Jahr 2000.

### Südpazifikspiele
Tonga nahm viermal am Rugbyturnier der Südpazifikspiele teil und entschied es einmal für sich.
- Turniersieg (1): 1979

### Weitere Test Matches
Während der Amateur-Ära tourte Tonga zum Teil monatelang ins Ausland, um gegen andere Nationalteams sowie Regionalauswahlen und Vereinsmannschaften anzutreten. Ebenso wurden in Tonga tourende Nationalteams empfangen. Die Touren nach alter Tradition kamen um das Jahr 2000 zum Erliegen. Heute stehen für Test Matches gegen Teams der nördlichen Hemisphäre jedes Jahr zwei Zeitabschnitte zur Verfügung. Bei den Mid-year Internationals im Juni kommen Teams aus Europa nach Tonga, bei den End-of-year Internationals im November reisen die Tongaer nach Europa. Im Gegensatz zu den meisten anderen Rugbynationen spielt Tonga dabei jedoch um keine Trophäen gegen seine Gegner.

## Spieler

### Aktueller Kader
Die folgenden Spieler bilden den Kader während des Pacific Nations Cup 2025:
| Spieler            | Position         | Verein             | Länderspiele |
| ------------------ | ---------------- | ------------------ | ------------ |
| Aisea Halo         | Gedrängehalb     | Moana Pasifika     | 11           |
| Augustine Pulu     | Gedrängehalb     | Hino Red Dolphins  | 06           |
| Sonatane Takulua   | Gedrängehalb     | Chambéry           | 57           |
| William Havili     | Verbinder        | Moana Pasifika     | 17           |
| Patrick Pellegrini | Verbinder        | Moana Pasifika     | 12           |
| Willis Halaholo    | Innendreiviertel | Suburbs            | 0            |
| Solomone Kata      | Innendreiviertel | Leicester Tigers   | 12           |
| Fetuli Paea        | Innendreiviertel | Zebre Parma        | 15           |
| Charles Piutau     | Innendreiviertel | Shizuoka Blue Revs | 09           |
| Nikolai Foliaki    | Außendreiviertel | New Orleans Gold   | 08           |
| Fine Inisi         | Außendreiviertel | Moana Pasifika     | 14           |
| John Tapueluelu    | Außendreiviertel | Alhambra           | 05           |
| Josiah Unga        | Schlussmann      | Auckland Marist    | 03           |

| Spieler               | Position             | Verein           | Länderspiele |
| --------------------- | -------------------- | ---------------- | ------------ |
| Sam Moli              | Hakler               | Moana Pasifika   | 19           |
| Siua Maile            | Hakler               | Benetton         | 14           |
| Sosefo Sakalia        | Hakler               | Kolomotu’a RC    | 22           |
| Siegfried Fisiʻihoi   | Pfeiler              | Massy            | 28           |
| Feao Fotuaika         | Pfeiler              | Brumbies         | 05           |
| Ben Tameifuna         | Pfeiler              | Bordeaux         | 40           |
| Salesi Tuifua         | Pfeiler              | Pakuranga        | 04           |
| Solomone Tukuafu      | Pfeiler              | Olympique        | 0            |
| Leva Fifita           | Zweite-Reihe-Stürmer | Narbonne         | 36           |
| Kelemete Finau-Fetuli | Zweite-Reihe-Stürmer | Rouen            | 05           |
| Harison Mataele       | Zweite-Reihe-Stürmer | Mont-de-Marsan   | 10           |
| Veikoso Poloniati     | Zweite-Reihe-Stürmer | Bayonne          | 03           |
| Tupou Afungia         | Flügelstürmer        | New Orleans Gold | 06           |
| Fotu Lokotui          | Flügelstürmer        | Agen             | 18           |
| Lotu Inisi            | Flügelstürmer        | Moana Pasifika   | 10           |
| Tanginoa Halaifonua   | Flügelstürmer        | Stade Français   | 16           |
| Siosiua Moala         | Flügelstürmer        | Poverty Bay      | 02           |

### Bekannte Spieler
Bisher wurde noch kein tongaischer Spieler in die World Rugby Hall of Fame aufgenommen.

### Spielerstatistiken

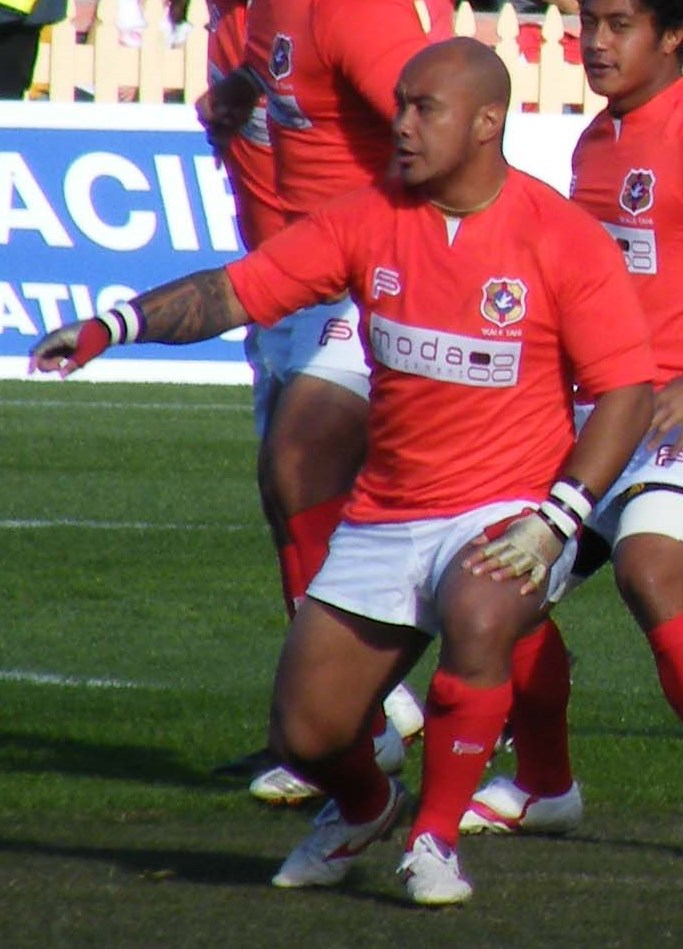
Nili Latu (2008)
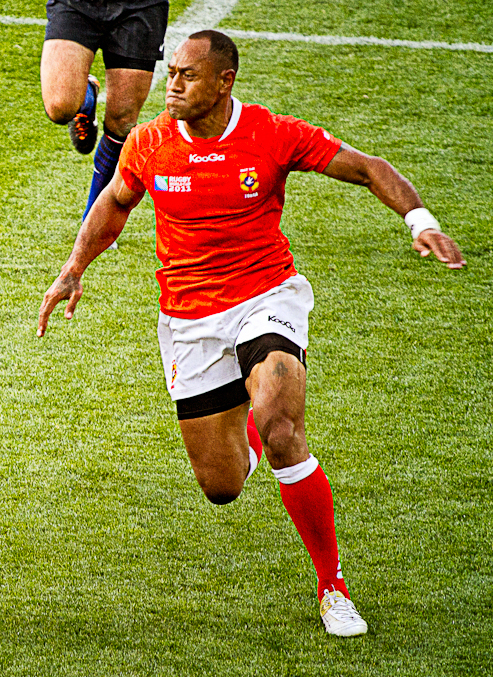
Vungakoto Lilo (2011)

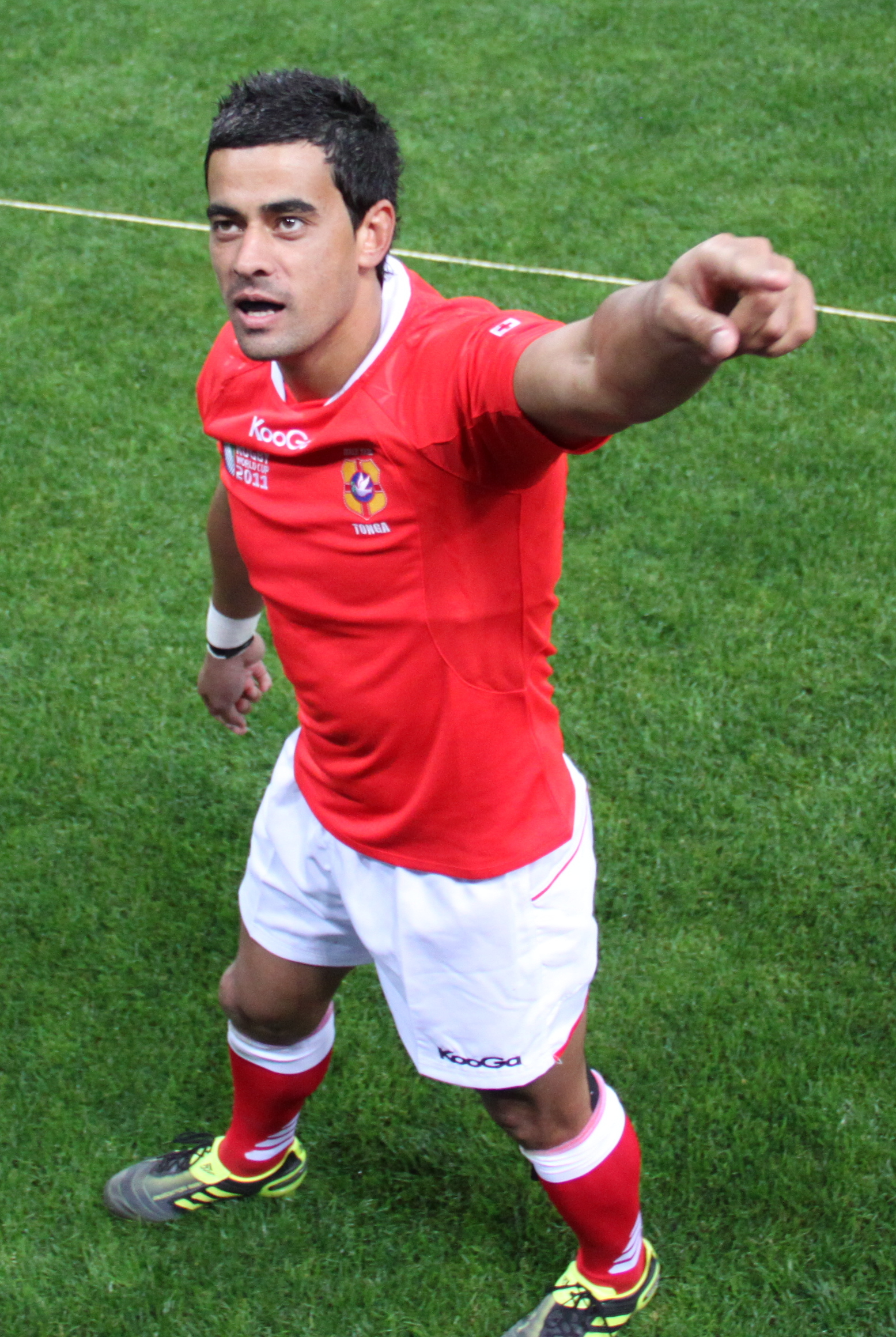
Kurt Morath (2011)
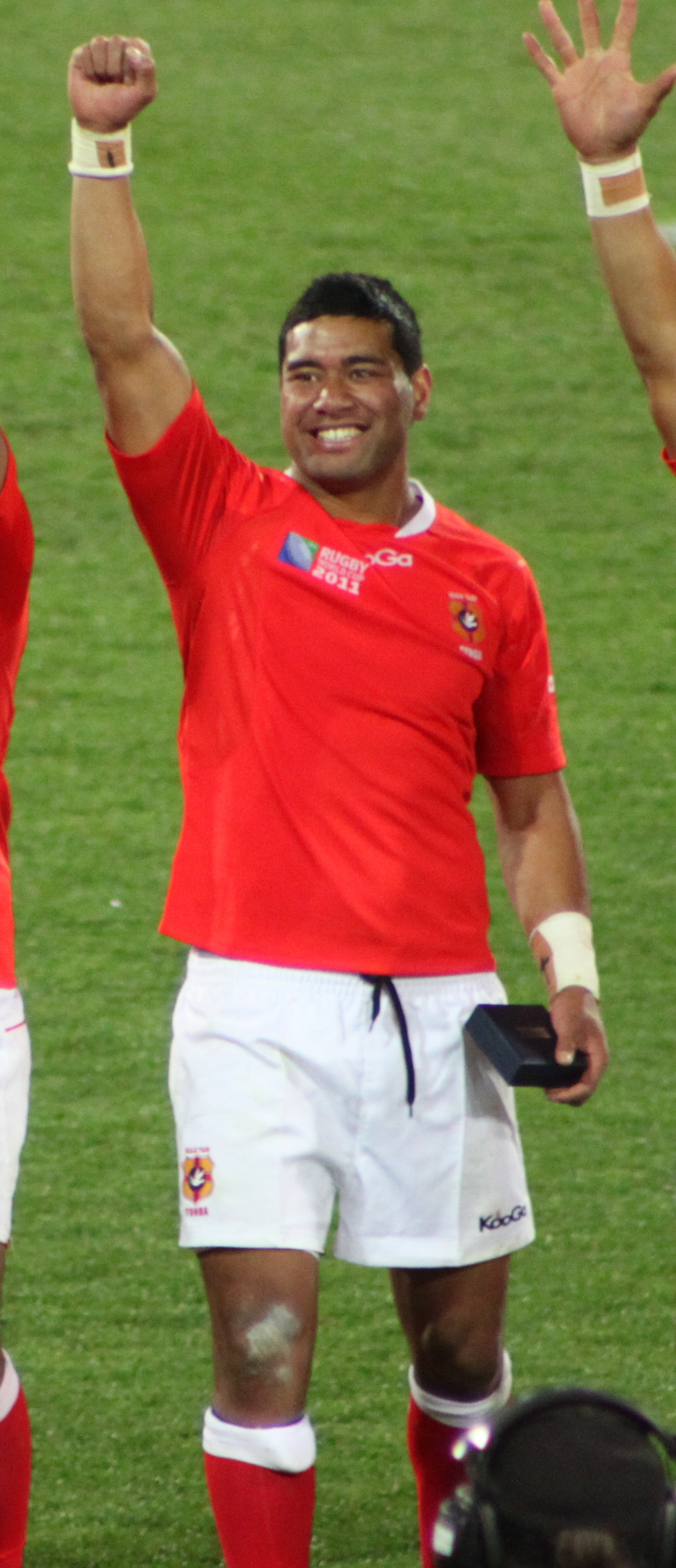
Siale Piutau (2011)

Nachfolgend sind die wichtigsten Statistiken aufgelistet, die Spieler Tongas betreffen. Die mit * markierten Spieler sind noch aktiv und können sich weiter verbessern.
(Stand: September 2024)
| Rang | Name             | Zeitraum  | Spiele |
| ---- | ---------------- | --------- | ------ |
| 01   | Sonatane Takulua | 2014–2023 | 58     |
| 02   | Nili Latu        | 2006–2017 | 48     |
| 03   | Vungakoto Lilo   | 2007–2018 | 44     |
| 04   | Siale Piutau     | 2011–2019 | 43     |
| 05   | Steve Mafi       | 2010–2023 | 42     |
| 06   | Elisi Vunipola   | 1990–2005 | 41     |
| 07   | Kurt Morath      | 2009–2021 | 40     |
| 08   | Pierre Hola      | 1998–2009 | 39     |
| 09   | Benhur Kivalu    | 1998–2005 | 39     |
| 10   | Aleki Lutui      | 1999–2015 | 38     |

| Rang | Name                             | Zeitraum                         | Spiele                           |
| ---- | -------------------------------- | -------------------------------- | -------------------------------- |
| 01   | Nili Latu                        | 2006–2016                        | 42                               |
| 02   | Siale Piutau                     | 2015–2019                        | 19                               |
| 03   | Sonatane Takulua                 | 2017–2023                        | 19                               |
| 04   | Inoke Afeaki                     | 2001–2003                        | 12                               |
| 05   | Fakahau Valu                     | 1977–1987                        | 11                               |
| 06   | Aleki Lutui                      | 2004–2011                        | 09                               |
| 07   | Elisi Vunipola                   | 1999–2001                        | 09                               |
| 08   | Sione Mafi Pahulu                | 1973–1975                        | 07                               |
| 09   | Siaosi Atiola                    | 1987–1990                        | 06                               |
| 10   | Drei Spieler mit je fünf Spielen | Drei Spieler mit je fünf Spielen | Drei Spieler mit je fünf Spielen |

| Rang | Name                | Zeitraum  | Punkte |
| ---- | ------------------- | --------- | ------ |
| 01   | Kurt Morath         | 2009–2021 | 340    |
| 02   | Pierre Hola         | 1998–2009 | 322    |
| 03   | Sonatane Takulua    | 2014–2023 | 278    |
| 04   | Sateki Tuipulotu    | 1993–2003 | 190    |
| 05   | Fangatapu ʻApikotoa | 2004–2014 | 147    |
| 06   | Josh Taumalolo      | 1996–2007 | 118    |
| 07   | Kusitafu Tonga      | 1996–2001 | 114    |
| 08   | William Havili *    | 2022–2024 | 099    |
| 09   | Vungakoto Lilo      | 2007–2018 | 087    |
| 10   | Fetuʻu Vainikolo    | 2011–2016 | 085    |

| Rang | Name             | Zeitraum  | Versuche |
| ---- | ---------------- | --------- | -------- |
| 01   | Sonatane Takulua | 2014–2023 | 17       |
| 02   | Fetuʻu Vainikolo | 2011–2016 | 17       |
| 03   | Josh Taumalolo   | 1996–2007 | 14       |
| 04   | Pierre Hola      | 1998–2009 | 12       |
| 05   | Vungakoto Lilo   | 2007–2018 | 12       |
| 06   | Fepikou Tatafu   | 1996–2002 | 10       |
| 07   | Viliame Iongi    | 2011–2016 | 09       |
| 08   | Benhur Kivalu    | 1998–2005 | 09       |
| 09   | Telusa Veainu *  | 2015–2024 | 09       |
| 10   | Elisi Vunipola   | 1990–2005 | 08       |

## Trainer

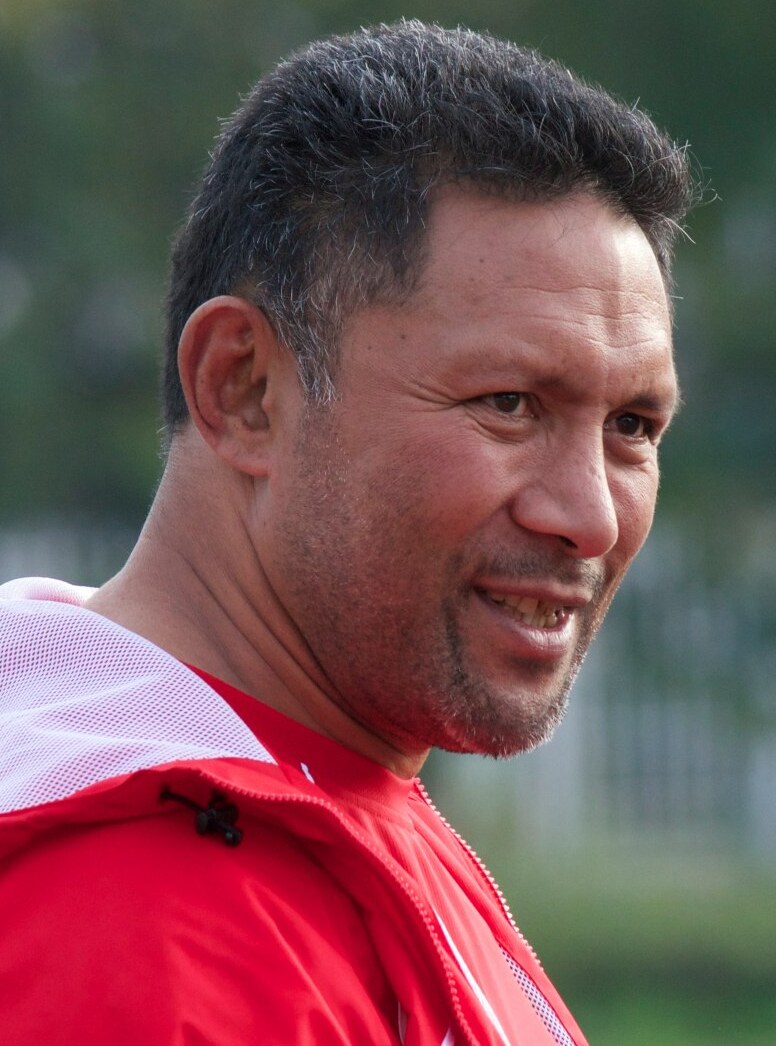
Mana Otai (2012)

Tonga ernannte 1985 mit Fred Wolfgramm erstmals einen Trainer. Seit 2024 ist der Tongaer Tevita Tuʻifua tongaischer Nationaltrainer.
| Name                  | Jahre     |
| --------------------- | --------- |
| Fred Wolfgramm        | 1985      |
| Prinz Mailefihi       | 1986–1987 |
| Fakahau Valu          | 1995      |
| Polutele Tuʻihalamaka | 1999      |
| David Waterston       | 1999–2000 |
| Vaita Ueleni          | 2000–2001 |
| Jim Love              | 2001–2003 |
| Willie Ofahengaue     | 2004–2005 |
| Adam Leach            | 2006–2007 |
| Quddus Fielea         | 2007–2010 |
| Isitolo Maka          | 2010–2011 |
| Toutai Kefu (interim) | 2012      |
| Mana Otai             | 2012–2015 |
| Toutai Kefu           | 2016–2023 |
| Tevita Tuʻifua        | seit 2024 |